# نائومی هیگوچی
نائومی هیگوچی (انگلیسی: Naomi Higuchi؛ زادهٔ ۲۹ مارس ۱۹۶۱) کشتی‌گیر اهل ژاپن بود.